# Colavita/Sutter Home Presented by Cooking Light/2009
Deze pagina geeft een overzicht van de wielerploeg Colavita/Sutter Home Presented by Cooking Light in 2009.

## Renners
| Naam                      | Geboortedatum | Nationaliteit    | Ploeg 2008                                      |
| ------------------------- | ------------- | ---------------- | ----------------------------------------------- |
| Alejandro Alberto Borrajo | 24-04-1980    | Argentinië       | Colavita/Sutter Home Presented by Cooking Light |
| Anibal Andres Borrajo     | 16-11-1982    | Argentinië       | Colavita/Sutter Home Presented by Cooking Light |
| Leandro Bottasso          | 23-04-1986    | Argentinië       | neoprof                                         |
| Anthony Colby             | 17-02-1979    | Verenigde Staten | Colavita/Sutter Home Presented by Cooking Light |
| Luca Damiani              | 08-11-1984    | Italië           | Colavita/Sutter Home Presented by Cooking Light |
| Davide Frattini           | 06-08-1978    | Italië           | Colavita/Sutter Home Presented by Cooking Light |
| Andy Guptill              | 17-03-1983    | Verenigde Staten | Colavita/Sutter Home Presented by Cooking Light |
| Lucas Sebastian Haedo     | 18-04-1983    | Argentinië       | Colavita/Sutter Home Presented by Cooking Light |
| Aaron Olsen               | 11-01-1978    | Verenigde Staten | Bissell Pro Cycling                             |
| Guido Emanuel Palma       | 09-01-1987    | Argentinië       | Rite Aid                                        |
| Timothy Reinhart          | 22-12-1982    | Verenigde Staten | neoprof                                         |
| Luis Amaran Romero        | 07-04-1979    | Cuba             | Colavita/Sutter Home Presented by Cooking Light |
| Daniel Vaillancourt       | 10-04-1982    | Verenigde Staten | Toshiba-AEG                                     |
| Kyle Wamsley              | 03-01-1980    | Verenigde Staten | Colavita/Sutter Home Presented by Cooking Light |
| Tyler Wren                | 04-03-1981    | Verenigde Staten | Colavita/Sutter Home Presented by Cooking Light |

2003 · 2004 · 2005 · 2006 · 2007 · 2008 · 2009 · 2010 · 2011 · 2012